# Noyal-sous-Bazouges
Noyal-sous-Bazouges, auf Bretonisch Noal-Bazeleg, ist eine französische Gemeinde mit 382 Einwohnern (Stand: 1. Januar 2022) im Département Ille-et-Vilaine in der Region Bretagne. Sie gehört zum Arrondissement Fougères-Vitré und zum Kanton Val-Couesnon. Sie grenzt im Westen und im Nordwesten an Cuguen, im Nordosten und im Osten an Bazouges-la-Pérouse, im Süden an Marcillé-Raoul und im Südwesten an Saint-Léger-des-Prés. Die Bewohner nennen sich Noyalais und Noyalaises.

## Bevölkerungsentwicklung
| Jahr      | 1962 | 1968 | 1975 | 1982 | 1990 | 1999 | 2008 | 2013 | 2020 |
| --------- | ---- | ---- | ---- | ---- | ---- | ---- | ---- | ---- | ---- |
| Einwohner | 572  | 520  | 502  | 447  | 378  | 379  | 373  | 392  | 376  |

## Sehenswürdigkeiten
- Pfarrkirche Saint-Martin aus dem 19. Jahrhundert; sechs Bleiglasfenster aus dem Jahr 1874 stammen dort von der Glasmalereiwerkstatt der Karmelitinnen von Le Mans.
- Menhir Pierre Longue, seit 1889 als Monument historique klassifiziert
- Ehemaliges Pfarrhaus aus dem 19. Jahrhundert
- Schloss Beauvais mit Ursprüngen aus dem 16. Jahrhundert
- Herrenhaus Le Quartier aus dem 16. Jahrhundert
- Kapelle La Trinité im Weiler La Pinderie, vermutlich aus dem 17. Jahrhundert

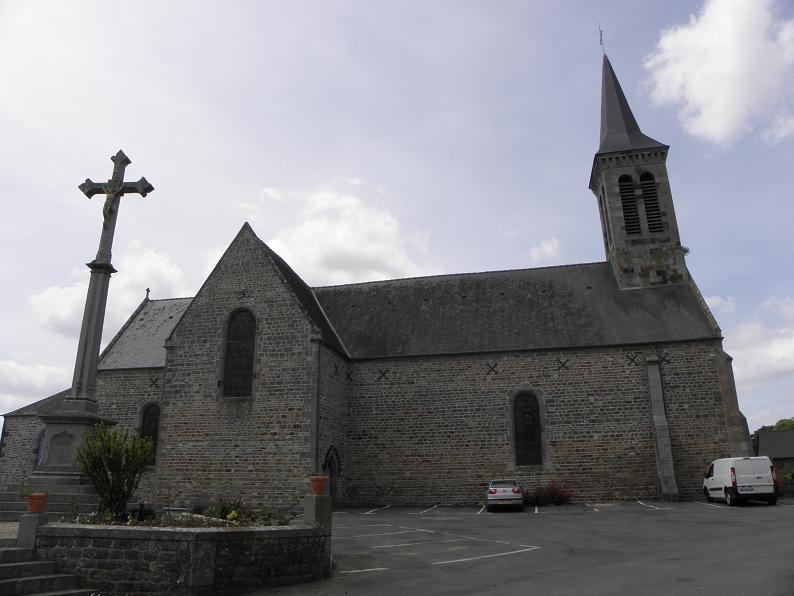
Pfarrkirche Saint-Martin
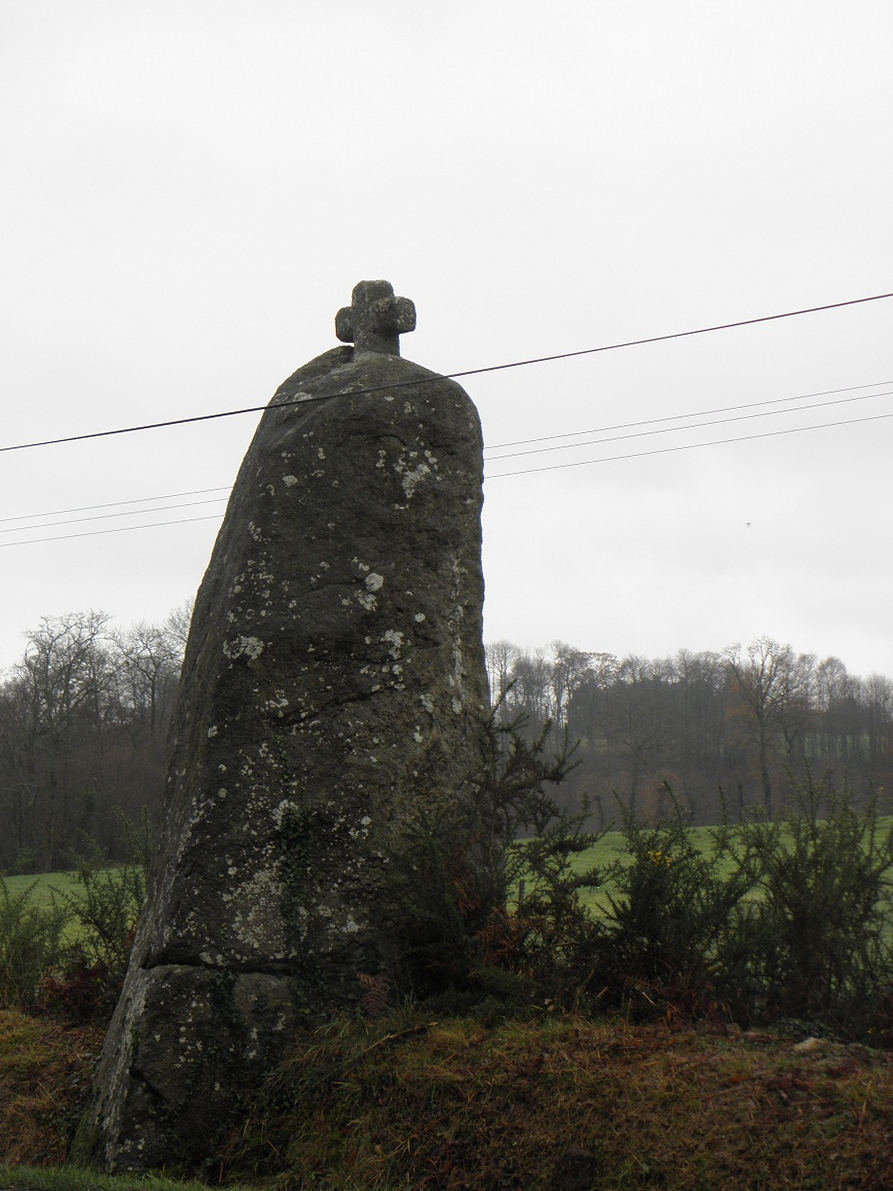
Menhir Pierre Longue
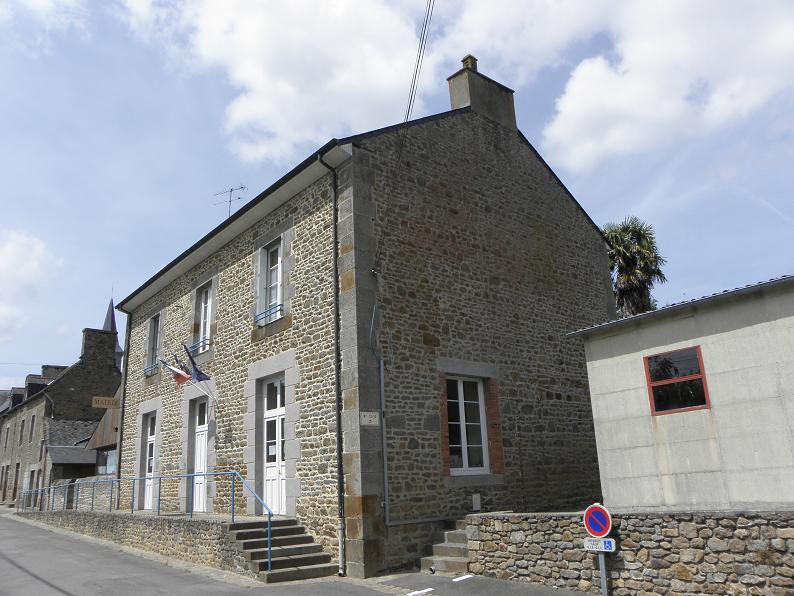
Bürgermeisteramt (Mairie)